# (20760) Chanmatchun
(20760) Chanmatchun (2000 DR8) – planetoida z grupy pasa głównego asteroid okrążająca Słońce w ciągu 3,77 lat w średniej odległości 2,42 j.a. Odkryta 27 lutego 2000 roku.